# Centronodus denticulus
Centronodus denticulus är en insektsart som beskrevs av William D. Funkhouser 1930. Centronodus denticulus ingår i släktet Centronodus och familjen hornstritar. Inga underarter finns listade i Catalogue of Life.